# Saïd Mohamed Cheikh
Saïd Mohamed Ben Chech Abdallah Cheikh (geb. 1. Juli 1904, Mitsamiouli, Grande Comore; gest. 16. März 1970, Antananarivo, Madagaskar) war ein komorischer Scheich und Politiker. Er war Regierungschef der Komoren von 1962 bis zu seinem Tod 1970. Davor war Cheikh Mitglied der französischen Nationalversammlung von 1946 bis 1962 und Präsident der Parti Vert (Partei der Grünen; später UDC).

## Leben
Cheikh wurde am 1. Juli 1904 in Mitsamiouli auf Grande Comore geboren. Er erhielt seine Ausbildung in Madagaskar und erwarb 1926 ein Diplom für Medizin. Als er auf die Komoren zurückkehrte, war er der erste Doktor und praktizierte bis zum Ende des Zweiten Weltkrieges 1945. Bei einem Aufstand 1940 in Nyumakele (Anjouan) konnte er erfolgreich vermitteln, wodurch er in die politische Szene Eingang fand.
1954 wurde er als diplomatischer Repräsentant für Frankreich an die Generalversammlung der Vereinten Nationen entsandt. In dem Prozess, der zur Unabhängigkeit der Komoren führte, galt Said Mohamed Cheikh als wichtigster politischer Führer auf den Inseln.
Cheikh wurde 1961 als erster Präsident des Conseil du Gouvernement der Abgeordnetenkammer der Komoren gewählt. Diese Stellung hielt er bis zu einem Herzinfarkt 1970, an dem er in Antananarivo in Madagaskar starb. Cheikh wurde in Moroni auf den Komoren beigesetzt.

## Vermächtnis
Jedes Jahr wurde an seinem Mausoleum eine Gedenkfeier abgehalten. 1978 veröffentlichte die Regierung Goldmünzen im Wert von 10.000 und 20.000 Francs mit einer Abbildung von Cheikh. Briefmarken mit seinem Bild wurden 1973 veröffentlicht.